# Yim Bang-eun
Yim Bang-eun (koreanisch 임방언; * 25. April 1978 in Incheon) ist ein südkoreanischer Badmintonspieler.
Mit seinem Badmintonpartner Kim Yong-hyun nahm er an den Olympischen Sommerspielen 2004 in Athen teil. In der ersten Runde des Männerdoppels hatten sie ein Freilos und schlugen in der zweiten Runde Lars Paaske und Jonas Rasmussen aus Dänemark. Im Viertelfinale unterlagen Yim und Kim gegen Eng Hian und Flandy Limpele aus Indonesien mit 15:1, 15:10.

## Sportliche Erfolge
| Saison | Veranstaltung           | Disziplin    | Platz | Name                          |
| ------ | ----------------------- | ------------ | ----- | ----------------------------- |
| 1999   | Norwegian International | Herrendoppel | 1     | Kim Young Hyun / Yim Bang Eun |
| 1999   | Hungarian International | Herrendoppel | 1     | Kim Yong-hyun / Yim Bang-eun  |
| 2003   | Weltmeisterschaft       | Herrendoppel | 9     | Kim Yong Hyun / Yim Bang Eun  |
| 2003   | All England             | Herrendoppel | 3     | Kim Yong-Hyun / Yim Bang-Eun  |
| 2003   | Swiss Open              | Herrendoppel | 3     | Yim Bang Eun / Kim Yong Hyun  |
| 2004   | Olympia                 | Herrendoppel | 5     | Yim Bang-eun / Kim Yong-hyun  |